# WCW/New Japan Supershow I
WCW/New Japan Supershow I (conosciuto anche come Starrcade in Tokyo Dome in Giappone) fu la prima edizione del pay-per-view di wrestling della serie WCW/New Japan Supershow, prodotta in collaborazione dalla statunitense World Championship Wrestling e dalla giapponese New Japan Pro-Wrestling. L'evento si svolse il 21 marzo 1991 presso il Tokyo Dome di Tokyo, Giappone.

## Descrizione
All'evento assistette dal vivo un pubblico di circa 64,500 spettatori in Giappone, e lo show fu in seguito trasmesso negli Stati Uniti come PPV nell'aprile 1991. Molti degli incontri non furono inclusi nella trasmissione televisiva, ma furono visti solamente dal pubblico giapponese presente nel Tokyo Dome.
Originariamente Lex Luger avrebbe dovuto affrontare Riki Chōshū, ma il contratto di Luger con la WCW non prevedeva che lottasse in Giappone.
Il main event dello show, l'incontro tra Ric Flair e Tatsumi Fujinami, fu presentato in maniera molto differente negli Stati Uniti e in Giappone. Durante l'evento fu annunciato che l'NWA World Heavyweight Championship di Flair era in palio, ma non il WCW World Heavyweight Championship, anche se negli Stati Uniti erano considerati la stessa cosa ed erano rappresentati da una sola cintura. Gli annunciatori del PPV dichiararono che anche l'IWGP Heavyweight Championship di Fujinami era in palio nel match, tuttavia non se ne fece menzione durante le presentazioni. Anche il risultato dell'incontro venne presentato in modo diverso, davanti al pubblico giapponese Fujinami sconfisse Flair per schienamento (contato dall'arbitro della New Japan Tiger Hattori, che aveva sostituito l'arbitro della NWA Bill Alfonso messo KO) e così vinse il campionato mondiale dei pesi massimi NWA. Il cambio di titolo fu ignorato negli Stati Uniti, sostenendo che Fujinami era stato squalificato per aver lanciato Ric Flair oltre la corda più alta durante il periodo in cui Alfonso era KO e quindi non aveva vinto il match. Un successivo rematch tra i due si svolse a SuperBrawl I e vide Flair "riconquistare" la cintura NWA, ma in tutto il materiale promozionale prodotto dalla WCW fu pubblicizzato come una difesa del titolo contro Fujinami.

## Risultati
| N.         | Match | Stipulazione                                                                                 | Durata |
| ---------- | --- | -------------------------------------------------------------------------------------------- | ------ |
| Dark match | Animal Hamaguchi, Kengo Kimura, Osamu Kido & Kantaro Hoshino sconfissero Super Strong Machine, Hiro Saito, Tatsutoshi Goto & Norio Honaga | Eight-man tag team match                                                                     | 10:12  |
| 1          | Shiro Koshinaka, Kuniaki Kobayashi & Takayuki Iizuka sconfissero Tim Horner, Brian Pillman & Tom Zenk                                     | Six-man tag team match                                                                       | 12:10  |
| Dark match | Scott Norton sconfisse The Equalizer | Single match                                                                                 | 02:23  |
| 2          | Jushin Thunder Liger (c) sconfisse Akira Nogami                                                                                           | Single match per il titolo IWGP Junior Heavyweight Championship                              | 16:08  |
| 3          | The Four Horsemen (Arn Anderson & Barry Windham) sconfissero Masa Saito & Masahiro Chono                                                  | Tag team match                                                                               | 09:17  |
| 4          | The Steiner Brothers (Rick Steiner & Scott Steiner) (WCW) sconfissero Hiroshi Hase & Kensuke Sasaki (IWGP)                                | Tag team match per WCW Tag Team Championship e IWGP Tag Team Championship                    | 09:49  |
| 5          | El Gigante sconfisse Big Cat Hughes | Single match                                                                                 | 02:16  |
| Dark match | Big Van Vader & Crusher Bam Bam Bigelow sconfissero Doom (Ron Simmons & Butch Reed)                                                       | Tag team match                                                                               | 13:17  |
| Dark match | Riki Chōshū (c) sconfisse Tiger Jeet Singh                                                                                                | Single match per il Greatest 18 Club Championship                                            | 11:07  |
| 6          | The Great Muta sconfisse Sting | Single match                                                                                 | 12:41  |
| 7          | Tatsumi Fujinami (c. IWGP) sconfisse Ric Flair (c. NWA)                                                                                   | Single match per i titoli NWA World Heavyweight Championship e IWGP Heavyweight Championship | 23:06  |